# Johannes Zachau
Johannes Carl Julius Zachau (* 5. April 1896 in Sielkeim, Kreis Labiau; † 27. März 1974 in Seehausen) war ein deutscher evangelischer Pfarrer, Heimatforscher und Genealoge, tätig in Ostpreußen und Berlin.

## Leben
Nach dem Theologiestudium an der Universität Königsberg wurde er Pfarrer der Kirchenprovinz Ostpreußen der Evangelischen Kirche der altpreußischen Union, zunächst 1922 Pfarrer an St. Peter und Paul in Gehsen, 1935 Pfarrer der Gemeinde in Petersdorf und von 1939 bis 1945 Pfarrer an St. Jacobi und Superintendent in Wehlau. Hier hielt er am 21. Januar 1945 den letzten Gottesdienst vor der Zerstörung der Kirche. Von 1946 bis zu seinem Ruhestand 1964 war er Pfarrer an der Immanuelkirche in Ostberlin.
Belegt zwischen 1950 und 1957 war er innerhalb des Hilfswerks der Evangelischen Kirche in Berlin unter Propst Heinrich Grüber für die Gefängnisseelsorge zuständig. 1959 lehrte er als nebenamtlicher Dozent Liturgik am Paulinum in Berlin, einer evangelischen Ausbildungsstätte des Zweiten Bildungswegs für Pfarrer, Stadtmissionare und Prediger.
Als Heimatforscher und Genealoge veröffentlichte er zahlreiche heimatkundliche sowie personen- und familienkundliche Arbeiten, vorwiegend zu Ostpreußen. Er gab 1926 bis 1931 die Heimat-Glocken aus alter und neuer Zeit. Heimatkundliche Monats-Beilage der Johannisburger Zeitung heraus, ebenso 1922 bis 1924 das Nachrichtenblatt Zachau für den Familienverband Zachau.
Sein Nachlass, bestehend aus Materialien zu seinen genealogischen Forschungen, befindet sich im Evangelischen Zentralarchiv in Berlin.

## Schriften
- Chronik der Stadt Angerburg. Priddat, Angerburg 1921.
- Der schwarze Tod. Eine geschichtliche Erzählung aus dem Kreise Johannisburg. Mit einem Anhang: Verzeichnis von über 300 Einwohnern des Kirchspiels Johannisburg aus den Jahren vor der Pest 1705–1709. Johannisburger Zeitung, Johannisburg 1924.
- Familiengeschichtsforschung als Philosophie (= Praktikum für Familienforscher. Sammlung gemeinverständlicher Abhandlungen über Art, Ziel und Zweck der Familienforschung. Heft 11). Degener, Leipzig 1925.
- Natangische Bauern. Geschichte des Geschlechtes Zachau aus Böttchersdorf, Ostpreußen. Gehsen 1927.
- 2. Litthauisches Feld-Artillerie-Regiment Nr. 37. Nach den amtlichen Akten und Kriegstagebüchern und den Aufzeichnungen von Kriegsteilnehmern (= Erinnerungsblätter deutscher Regimenter. Ehemals preußische Truppenteile. Band 347). Gerhard Stalling Verlag, Oldenburg 1932.
- Der Kandidat aus Berlin. Historische Erzählung. Mit Textillustrationen von Werner Juza. Evangelische Verlagsanstalt, Berlin 1968; 2. Auflage. Mit Textillustrationen von Jutta Hellgrewe. Evangelische Verlagsanstalt, Berlin 1971.

Aufsätze (Auswahl)
- Aus der Vergangenheit der Stadt Arys (Ostpr.). In: Der Familienforscher. Monatsschrift für die gesamte wissenschaftliche Genealogie. 1924/25, S. 262–264.
- Die Bevölkerung der Stadt Johannisburg um 1750. In: Altpreußische Geschlechterkunde. 1, 1927, S. 8–12.
- Ausbreitungsformen der Geschlechter. In: Archiv für Sippenforschung. Band 5, 1928, S. 325–326.
- Das Geschlecht Abramowski aus dem Gebiete Johannisburg. In: Heimat-Glocken aus alter und neuer Zeit. Heimatkundliche Monats-Beilage der Johannisburger Zeitung. 1928, Nr. 7 und 1932, Nr. 3 und 4.
- Die Rahnenführer – ein Salzburger Geschlecht? In: Archiv für Sippenforschung. Band 10, 1933, S. 10–12.
- Die deutsche Herkunft unserer Familiennamen in Masuren. In: Masurischer Volkskalender. 1938, S. 57–60.
- Matthias von Glasow. Ein Lebensbild aus dem 17. Jahrhundert. In: Archiv für Sippenforschung. Band 19 (1942), S. 9–13.
- Die philosophischen Züge im Wesensbild der Genealogie. In: Familie und Volk. Zeitschrift für Geneaologie und Bevölkerungskunde. Band 3, 1954, S. 150–154.
- Hofmarken in Löwenstein und Kröligkeim/Ostpreußen. In: Familie und Volk. Zeitschrift für Geneaologie und Bevölkerungskunde. Band 9, 1960, S. 108–110.
- Das Geschlecht Be(e)ne(e)feldt in Schweden und Ostpreußen. In: Genealogie. Deutsche Zeitschrift für Familienkunde. Band 17/18, 1968/69, S. 296–299.
- Das ostpreußische Geschlecht Quassowski. In: Altpreußische Geschlechterkunde. NF 18. Jg., 1970, S. 150–155.
- Das Pfarrergeschlecht Evenius aus Nauen. In: Genealogie. Deutsche Zeitschrift für Familienkunde. Band 21, 1972, S. 33–41. 72–80.